# 宮田大地
宮田 大地（みやた だいち、英語: Daichi Miyata、1996年7月14日 - ）は、日本のフィギュアスケート選手（男子シングル）。福岡県大野城市出身。2015年全日本ジュニア選手権3位、2016年世界ジュニアフィギュアスケート選手権出場。

## 経歴
福岡県大野城市出身。東福岡高等学校卒業。法政大学文学部在学中。
2009-2010シーズン、全日本フィギュアスケートノービス選手権では宇野昌磨、中村優に次いで3位に入賞する。
初めての国際試合となる2010オランダチューリップトロフィーのノービスクラスで2位となる。
2010-11シーズンより全日本ジュニア選手権に出場し19位、2011年の同大会でも19位となる。2014-15シーズン、同大会で5位に入り、初出場となった全日本選手権で11位となる。2015年全国高等学校スケート選手権大会フィギュア競技では個人3位。
2015年チャレンジカップのジュニアクラスでは4位となる。
2015-16シーズン、日本スケート連盟の強化指定選手に選ばれる。ISUジュニアグランプリシリーズに参戦し、JGP J&Tバンカ・JGPクロアチア杯に出場、ともに6位入賞となる。全日本ジュニア選手権では山本草太、友野一希に次いで3位に入賞する。全日本選手権では10位となる。2016日本学生氷上競技選手権大会では準優勝となり、団体では優勝。初出場となった世界ジュニア選手権では18位となる。
2016-17シーズン日本スケート連盟の強化指定選手A、JOCオリンピック強化選手に指定される。チャレンジャーシリーズ オンドレイネペラメモリアルでは10位となる。

## 主な戦績
| 大会/年          | 2010-11 | 2011-12 | 2014-15 | 2015-16 | 2016-17 |
| ---------------- | ------- | ------- | ------- | ------- | ------- |
| 全日本選手権     |         |         | 11      | 10      |         |
| CSネペラ記念     |         |         |         |         | 10      |
| 世界Jr.選手権    |         |         |         | 18      |         |
| 全日本Jr.選手権  | 19      | 19      | 5       | 3       |         |
| JGPクロアチア杯  |         |         |         | 6       |         |
| JGP J&Tバンカ    |         |         |         | 6       |         |
| チャレンジカップ |         |         | 4 J     |         |         |

- J - ジュニアクラス

### 詳細
| 2016-2017 シーズン      |                                                                        |          |           |           |
| 開催日                  | 大会名                                                                 | SP       | FS        | 結果      |
| 2016年9月29日 - 10月2日 | ISUチャレンジャーシリーズ オンドレイネペラメモリアル（ブラチスラヴァ） | 13 56.68 | 10 113.97 | 10 170.65 |

| 2015-2016 シーズン    |                                                            |          |           |           |
| 開催日                | 大会名                                                     | SP       | FS        | 結果      |
| 2016年3月14日 - 20日  | 2016年世界ジュニアフィギュアスケート選手権（デブレツェン） | 19 59.10 | 18 110.09 | 18 169.19 |
| 2015年12月24日 - 27日 | 第84回全日本フィギュアスケート選手権（札幌）               | 10 66.61 | 10 126.56 | 10 193.17 |
| 2015年11月21日 - 23日 | 第84回全日本フィギュアスケートジュニア選手権（ひたちなか） | 4 60.94  | 4 117.44  | 3 178.38  |
| 2015年10月7日 - 10日  | ISUジュニアグランプリ クロアチア杯（ザグレブ）             | 5 62.54  | 6 115.78  | 6 178.32  |
| 2015年8月19日 - 23日  | ISUジュニアグランプリ J&Tバンカ（ブラチスラヴァ）          | 5 59.89  | 7 112.01  | 6 171.90  |

| 2014-2015 シーズン    |                                                      |          |           |           |
| 開催日                | 大会名                                               | SP       | FS        | 結果      |
| 2015年2月19日 - 22日  | 2015年チャレンジカップ ジュニアクラス（ハーグ）      | 5 50.26  | 4 94.95   | 4 145.21  |
| 2014年12月25日 - 28日 | 第83回全日本フィギュアスケート選手権（長野）         | 12 57.32 | 10 115.47 | 11 172.79 |
| 2014年11月22日 - 24日 | 第83回全日本フィギュアスケートジュニア選手権（新潟） | 5 57.68  | 7 112.24  | 5 169.92  |

| 2011-2012 シーズン    |                                                      |          |          |           |
| 開催日                | 大会名                                               | SP       | FS       | 結果      |
| 2011年11月25日 - 27日 | 第80回全日本フィギュアスケートジュニア選手権（八戸） | 17 40.45 | 19 77.85 | 19 118.30 |

| 2010-2011 シーズン    |                                                            |          |          |           |
| 開催日                | 大会名                                                     | SP       | FS       | 結果      |
| 2010年11月26日 - 28日 | 第79回全日本フィギュアスケートジュニア選手権（ひたちなか） | 21 40.74 | 18 79.29 | 19 120.03 |

## プログラム使用曲
| シーズン  | SP                                                                       | FS | EX                                                                |
| --------- | ------------------------------------------------------------------------ | --- | ----------------------------------------------------------------- |
| 2016-2017 | 映画『シンドラーのリスト』より 作曲：ジョン・ウィリアムズ 振付：岩本英嗣 | 映画『パール・ハーバー』サウンドトラックより 作曲：ハンス・ジマー 振付：岩本英嗣                         |                                                                   |
| 2015-2016 | 映画『シンドラーのリスト』より 作曲：ジョン・ウィリアムズ 振付：岩本英嗣 | 映画『ブレイブハート』より 作曲：ジェームズ・ホーナー 振付：ナタリア・ベステミアノワ、イゴール・ボブリン | 映画『ミッション』サウンドトラックより 作曲：エンニオ・モリコーネ |
| 2014-2015 | マラゲーニャ 作曲：エルネスト・レクオーナ 振付：宮本賢二                 | 映画『ブレイブハート』より 作曲：ジェームズ・ホーナー 振付：ナタリア・ベステミアノワ、イゴール・ボブリン |                                                                   |